# Villavieja de Yeltes
Villavieja de Yeltes é um município da Espanha na província de Salamanca, comunidade autónoma de Castela e Leão, de área 50,65 km² com população de 1041 habitantes (2004) e densidade populacional de 20,55 hab/km².
Web: Villavieja de Yeltes

## Demografia
| Variação demográfica do município entre 1991 e 2004 | Variação demográfica do município entre 1991 e 2004 | Variação demográfica do município entre 1991 e 2004 | Variação demográfica do município entre 1991 e 2004 |
| --------------------------------------------------- | --------------------------------------------------- | --------------------------------------------------- | --------------------------------------------------- |
| 1991                                                | 1996                                                | 2001                                                | 2004                                                |
| 1211                                                | 1208                                                | 1093                                                | 1041                                                |